# Кевін Бернем
Кевін Бернем (англ. Kevin Burnham, 21 грудня 1956 — 27 листопада 2020) — американський яхтсмен.
Олімпійський чемпіон 2004 року в класі 470, срібний призер 1992 року в класі 470, учасник 1996 року.